# Tainarys sordida
Tainarys sordida (лат.) — вид мелких полужесткокрылых насекомых рода Tainarys из семейства Aphalaridae.

## Распространение
Встречаются в Неотропике (Аргентина, Чили).

## Описание
Мелкие полужесткокрылые насекомые (длина около 2 мм). Внешне похожи на цикадок, задние ноги прыгательные. Общая окраска головы и тела охристая с чёрным рисунком, аналогичным Tainarys schini. Голова и грудь коричневые сбоку и снизу, грудь сбоку с охристыми пятнами. 1-й, 2-й и 8-й сегменты усиков коричневые, 3-7 охристые, 9 и 10 чёрные. Наличник коричневый. Ноги коричневые, голени, базальные членики лапок и иногда часть бёдер охристые. Передние крылья жёлтые с нечёткими коричневыми пятнами; жилки коричневые, птеростигма жёлтая. Брюшко сверху коричневое, снизу красновато-коричневое. Передние перепончатые крылья более плотные и крупные, чем задние; в состоянии покоя сложены крышевидно. Антенны короткие, имеют 10 сегментов; на 4-м, 6-м, 8-м и 9-м члениках имеется по одному субапикальному ринарию. Голова широкая. Голени задних ног с короной из нескольких равных апикальных склеротизированных шпор.
Взрослые особи и нимфы питаются, высасывая сок растений. В основном связаны с растениями семейства анакардиевые: Schinus fasciculata, Schinus johnstonii, S. longifolia и другие. Вызывают образование неровных галлов на листьях или смятие, скручивание молодых листьев. Вид был впервые описан в 1987 году, а его валидный статус был подтверждён в ходе ревизии, проведённой в 2017 году швейцарским колеоптерологом Даниэлем Буркхардтом (Naturhistorisches Museum, Базель, Швейцария) и его бразильским коллегой Dalva Luiz de Queiroz (Коломбу, Парана, Бразилия).